# Anna Honová
Anna Honová (rodným jménem Anna Krmenčíková, 8. srpna 1926 Slavičín – 1. dubna 2019) byla česká disidentka a politická vězeňkyně.

## Životopis
Anna Honová se narodila 8. srpna 1926 ve Slavičíně jako Anna Krmenčíková. Od roku 1933 vyrůstala v Uherském Brodě, městské části Židovna. Z té se začátkem 40. let stalo židovské ghetto a Krmenčíková v té době pomáhala svým židovským spolužačkám, kdy jim nosila knihy a jídlo. V Uherském Brodě také absolvovala střední obchodní školu. V roce 1943 se přestěhovala do Prahy, kde získala místo administrativní pracovnice v lékárně. V Praze bydlela u Růženy Pokorné-Purkyňové, kde se každý týden scházela pražská inteligence včetně Anny Masarykové nebo Jana Dědiny a Krmenčíková se těchto setkání také účastnila. V roce 1948 se kvůli nemoci matky a sestry vrátila zpět do Uherského Brodu a začala zde pracovat jako účetní v továrně na léčivé bylinné směsi Raciola. Vedení této firmy bylo zapojeno do disidentských aktivit. Poté, co pomáhala ukrýt ředitelovu tajnou korespondenci, byla v roce 1950 zatčena a odsouzena k dva a půl rokům vězení. Na svobodu se dostala v roce 1952. Po propuštění se vrátila zpět do Uherského Brodu, kde začala pracovat v prodejně textilu. V roce 1968 se podílela na založení regionální pobočky spolku politických vězňů K 231. Při té příležitosti vystoupila v uherskohradišťském sále Reduta s příspěvkem „Ženy v dobách temna“. Po Sametové revoluci byla aktivní v Konfederaci politických vězňů a s přednáškami navštěvovala školy. Podle médií jí měl být během oslav vzniku Československa 28. října 2007 udělen Řádem Tomáše Garrigua Masaryka, ale nakonec jí tehdejší prezident Václav Klaus udělil medaili Za zásluhy II. kategorie. 21. listopadu 2014 obdržela od tehdejšího ministra obrany Martina Stropnického osvědčení účastnice odboji a odporu proti komunismu. Zemřela 1. dubna 2019.